# Taiel
El taiel también tahiel o taïel, del mapudungun tayül, es un canto con que un machi (chamán de los mapuches) expresa sus sentimientos, incita a la unión del individuo con el universo que lo rodea y con las generaciones pasadas y futuras.
Cada estirpe familiar mapuche-tehuelche cuenta con su taiel y este canto es de carácter totémnico y es pasado por línea femenina. Es casi gutural y es entonado en las ceremonias sagradas. Cada familia tiene un tótem denominado kempeñ y cada kempeñ a su vez tiene una canción particular dedicada (taiel), que es la que entonan las mujeres encargadas del canto sagrado en el ngillatún. La elección de los taiel que han de cantarse, la realiza la tamborera u otra anciana especialmente elegida por su edad o sus conocimientos.
En general el sentido de Taiel es realizar un ruego a la divinidad para solicitar diversos favores, buena salud, condiciones climáticas adecuadas para la ganadería, etc.
El nombre también tiene como significado Hombre libre, que honrará la libertad en todas sus formas.